# Molotovcocktail

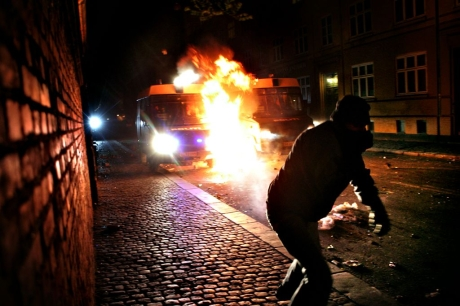
Man gooit een molotovcocktail.

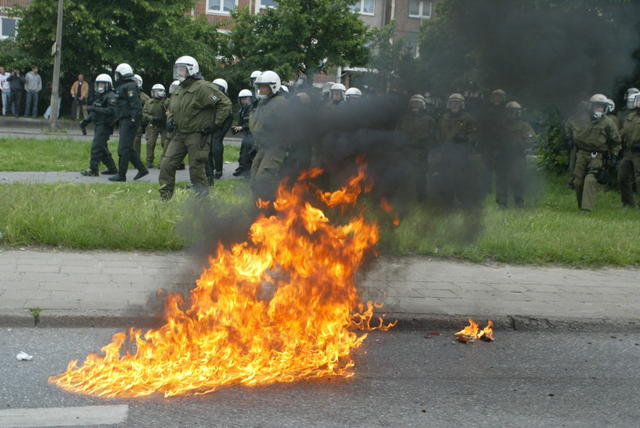
Brand na het gooien van een molotovcocktail.

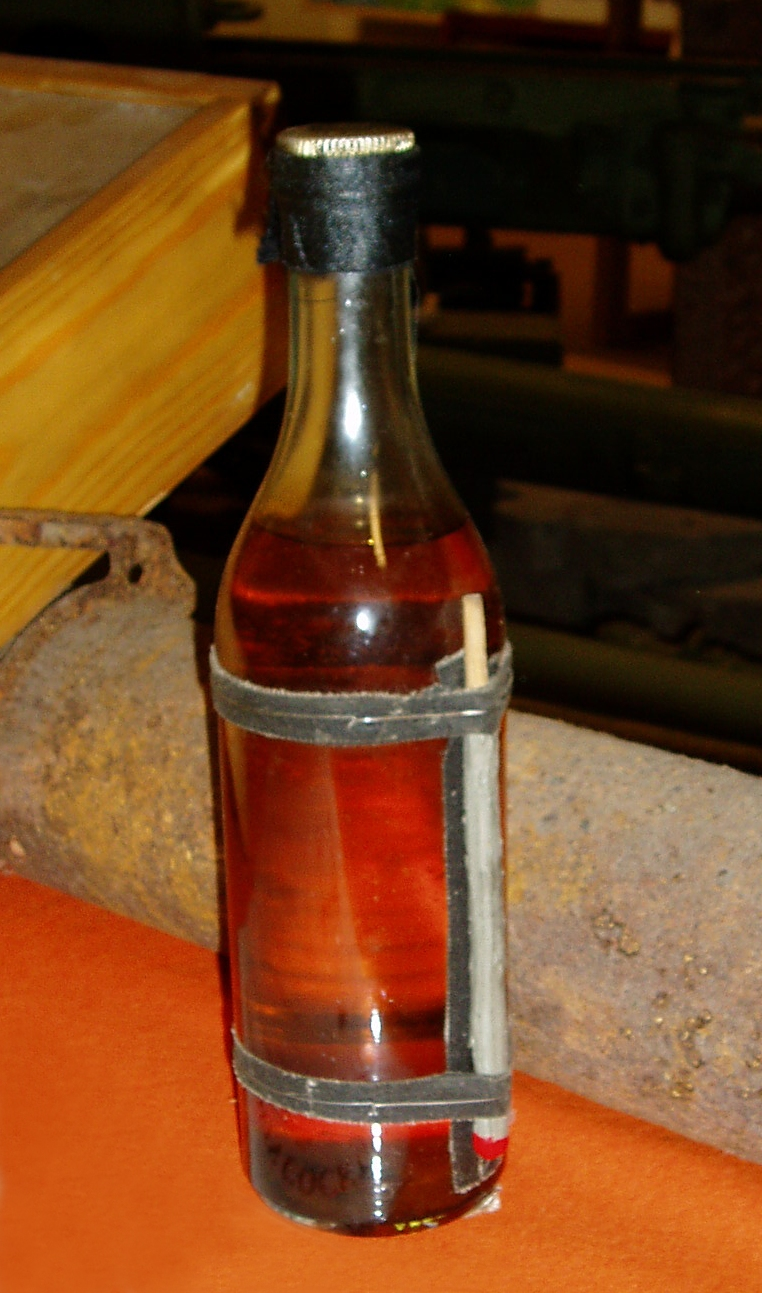
Finse molotovcocktail met stormlucifers als ontsteking

Een molotovcocktail is een met brandbare stof gevulde glazen fles die via een lont of lap stof wordt ontstoken. 
Voor de brandende vloeistof worden mengsels gebruikt, zoals:
- benzine en olie;
- benzine of wasbenzine en een kleine hoeveelheid afwasmiddel;
- benzine, kerosine, teer, zwavelzuur en kaliumchloraat.

## Gebruik
De herkomst van dit wapen ligt waarschijnlijk in de Spaanse Burgeroorlog waar deze simpele, maar doeltreffende bom door de troepen van Franco gebruikt werd als antitankwapen.
De Finnen namen deze uitvinding massaal over tijdens de Winteroorlog tussen de Sovjet-Unie en Finland. De Finnen noemden het nieuwe wapen 'molotovcocktail', naar Vjatsjeslav Molotov, de minister van Buitenlandse Zaken van de Sovjet-Unie. In de Sovjet-propaganda werden de bombardementen door Molotov "humanitaire voedselpakketten vanuit de lucht" genoemd. De Finnen grapten dus dat de molotovcocktail diende "om te drinken bij de voedselpakketten". Ongeveer 450.000 molotovcocktails werden gefabriceerd in de Alko-wodkadestilleerderij van de Finse regering.
Ook de Russen maakten gebruik van de molotovcocktails, hoewel deze зажигательные бутылки (zazhigatelnije butilki) genoemd werden, letterlijk vertaald brandende flessen. Hoewel men wel bekend was met de term "molotovcocktail" werd het politiek incorrect geacht om grappen te maken over minister Molotov.
In Russische dienst waren twee types molotovcocktail gestandaardiseerd, te weten de "КС" (KS) en No. 1. Een enkele molotovcocktail van het model КС brandde 90 tot 180 seconden met een temperatuur van 800-1000°C, terwijl de No. 1 40 tot 50 seconden brandde met een temperatuur van 700-800°C. Beide mengsels werden in flessen van 0,5 tot 0,75 liter gegoten. Ook gold voor beide modellen dat ze niet zouden ontbranden als de temperatuur lager dan –40°C zou zijn.
De molotovcocktail wordt nog steeds gebruikt.